# Маргарета фон Мюнстерберг
Маргарета фон Мюнстерберг (на немски: Margarethe von Münsterberg * 25 август 1473 в Бреслау, † 28 юни 1530 в Десау) е силезийска принцеса от Мюнстерберг и чрез женитба с княз Ернст от Анхалт (1474–1516) княгиня на Анхалт. След смъртта на съпруга си тя управлява княжеството като регентка на още малолетните си синове.
Тя е дъщеря на херцог Хайнрих I Стари фон Мюнстерберг (1448–1498) и (съпругата му Урсула фон Бранденбург (1450–1508), дъщеря на Албрехт Ахилес, курфюрст на Бранденбург. Баща ѝ е син на Иржи от Подебради, крал на Бохемия.
Маргарета се омъжва на 20 януари 1494 г. в Котбус за Ернст (1454–1516) от род Аскани, княз на Анхалт-Десау. След смъртта на Ернст Маргарета поема регентството за малолетните си синове. Двамата имат четири деца:
- Томас (* 1503, † млад)
- Йохан IV (1504–1551), княз на княжество Анхалт-Цербст, женен за Маргарета фон Бранденбург (1511–1577)
- Георг III (1507–1553), княз на княжество Анхалт-Пльотцкау
- Йоахим I (1509–1561), княз на княжество Анхалт-Десау